# Домброва-Відавська
Домброва-Відавська (пол. Dąbrowa Widawska) — село в Польщі, у гміні Відава Ласького повіту Лодзинського воєводства.
Населення — 231 особа (2011).
У 1975-1998 роках село належало до Серадзького воєводства.

## Демографія
Демографічна структура станом на 31 березня 2011 року:
|          | Загалом | Допрацездатний вік | Працездатний вік | Постпрацездатний вік |
| -------- | ------- | ------------------ | ---------------- | -------------------- |
| Чоловіки | 115     | 22                 | 78               | 15                   |
| Жінки    | 116     | 15                 | 71               | 30                   |
| Разом    | 231     | 37                 | 149              | 45                   |